# Parma Foot Ball Club 1913-1914
Questa pagina raccoglie le informazioni riguardanti il Parma Foot Ball Club nelle competizioni ufficiali della stagione 1913-1914.

## Stagione
La società nasce ufficialmente il 16 dicembre 1913, con l'assorbimento del Verdi Football Club, e bisognerà attendere la fine della prima guerra mondiale perché chieda di essere affiliata alla F.I.G.C.

## Divise
Maglia bianca con croce nera

## Organigramma societario
Area direttiva
- Presidente:  Alberto Poletti

Area tecnica
- Allenatore: Commissione tecnica

## Rosa
| N. |                   | Ruolo | Calciatore                        |
| -- | ----------------- | ----- | --------------------------------- |
|    | Italia (bandiera) | P     | Ramacca (che inizia come terzino) |
|    | Italia (bandiera) | P     | Rossini (I)                       |
|    | Italia (bandiera) | D     | Giuseppe Bocelli                  |
|    | Italia (bandiera) | D     | Lisoni                            |
|    | Italia (bandiera) | D     | Torquato Rossini (II) (1897)      |
|    | Italia (bandiera) | C     | Ugo Betti                         |
|    | Italia (bandiera) | C     | Botti                             |
|    | Italia (bandiera) | C     | Amato Furlotti                    |

| N. |                   | Ruolo | Calciatore           |
| -- | ----------------- | ----- | -------------------- |
|    | Italia (bandiera) | C     | Viviani              |
|    | Italia (bandiera) | A     | Accorsi              |
|    | Italia (bandiera) | A     | Accorsi              |
|    | Italia (bandiera) | A     | Bertoli              |
|    | Italia (bandiera) | A     | Caggiati             |
|    | Italia (bandiera) | A     | Simone Ghini (I)     |
|    | Italia (bandiera) | A     | Marchesi             |
|    | Italia (bandiera) | A     | Renato Rossini (III) |